# 정수라
정수라(丁秀羅, 본명: 정은숙, 1963년 12월 13일(음력 10월 28일) ~ )은 대한민국의 가수이다.

## 생애
1963년 서울 출생으로, 초등학교 5학년 때인 1974년, 한국일보 주최의 "제1회 한국 가요제"에 참가하여 함중아 작곡의 《종소리》를 불러 인기 상을 수상하며 가수로 데뷔하게 된다.
데뷔 이후 초기에는 주로 광고음악(CM송)과 만화 주제가 등을 부르며 얼굴 없는 가수로 활동하였고, 1982년《그런 사람이 나는 좋아》로 비로소 본격적으로 얼굴을 알리며 가수로서 활동을 시작하였다.
1983년 전두환 정권 시절, 당시 국내 모든 가수들의 음반에는 무조건 '건전가요'를 수록하도록 하였는데, 그 중 정수라의 '건전가요'인 《아! 대한민국》이 크게 인기를 끌며 스타 덤에 올라 전성기를 누린다.
1984년 《풀잎 이슬》로 또 한번 큰 인기를 누리며 KBS 가요 대상을 수상하게 된다. 

1985년에는 가수 구창모와 함께 "제 1회 아시아 방송연맹 가요제"에 참가하여 듀엣곡 《아름다운 세상》으로 대상을 수상하며 나미, 이선희 등과 함께 80년대 가요계의 여성 트로이카 열풍을 일으켰다.
1986년, 영화《외인구단》의 주제가《난 너에게》를 부르면서 영화 삽입곡으로 두 번째 빅히트를 기록, 한국 여자 '톱가수' 대열에 오르며 당시 10번째 연달아 'MBC 10대 가수상' 후보로 올랐던 이은하를 제치고 데뷔 이래 최초로 "MBC 10대 가수상"을 수상한다. 

같은 해 1986년 서울 아시안 게임 개최로 잠실종합운동장에서 노래를 불렀다.
1988년, 이미 기존 가수들의 많은 히트곡들이 있었음에도《환희》라는 곡을 내며 또 한번 히트를 기록한다.
1990년, 마이클 잭슨의 형인 저메인 잭슨과 미국에서 음반작업을 함께 하며 듀엣 팝송을 부르는 등 해외 진출까지 꾀하며 최고의 전성기를 누리고 1980년대를 풍미하였다.
2008년에는 트로트 정규 앨범 《우리둘이》를 내놓으며 트로트라는 새로운 장르에 도전하였으며, 2009년에는 '정수라 밴드'를 결성해 《Beautiful Day》앨범을 발표, 그 외 편곡인 《난 너에게》, 《도시의 거리》등을 내놓는다.
2012년에는 다시 3년 만에 정규 앨범 《사랑을 다시 한 번..》음반을 발표하였다.

### 기타

#### 주요 사건
1984년 4월 26일 민정당의 국회의원이 주관한 구로공단의 공설운동장에서 가난 때문에 결혼식을 올리지 못한 노인들의 합동 결혼식 축가를 부르기로 예정이 되어 있었던 정수라는 이 결혼식 행사에 불참하였고, 그것을 이유로 그 이틀 뒤인 1984년 4월 28일, 당시 한국 연예인 협회 회장 이상우는 정수라를 협회에서 제명 처분하는 것을 논의하였다.
1991년, 정수라는 미국에서 음악작업을 하던 시기에 "재벌의 아들을 몰래 낳아 500억 원을 받고 쫓겨났다"는 소문과 동시에 "김완선과 동서 지간이다", "재벌의 장례식에 정수라가 선글라스를 쓰고 왔었다"는 등의 루머가 돌아 한동안 크게 화제가 되었고, 정수라는 이에 대해 언론과 방송을 통해 해명하였다.

## 음반 목록

### 정규 음반
- 1982년 1집 《그런 사람이 나는 좋아/ 빗속을》
- 1983년 2집 《바람이었나/ 외로운 소녀》
- 1984년 3집 《풀잎이슬/ 아! 대한민국》
- 1985년 4집 《아버지의 의자/ 눈물의 의미》
- 1987년 5집 《내 사랑을 본적이 있나요 / 어부의 딸》
- 1988년 6집 《환희/ 꽃잎들이 흩날리며》
- 1989년 7집 《카페에서 만나줘요/ 내 곁에 와요》
- 1990년 8집 《축제/ 사랑의 빛》
- 1991년 9집 《세상을 느낄 때/ 평화의 약속》
- 1992년 10집 《고개숙인 여자/ 혼자라는 생각으로》
- 1994년 11집 《아스팔트 위의 나/ 잘못 걸려온 전화》
- 1997년 12집 《사랑해줘/ 내 사랑 고인돌》
- 2001년 13집 《뭐 하자는 거야/ 마지막 부탁》
- 2002년 14집 《사랑하기 때문에/ 쇼윈도에 걸린 스카프》
- 2005년 15집 《지나가면/ 어느 눈부신 날》
- 2008년 16집 《우리 둘이/ 사랑했지만》
- 2009년 single 《Beautiful Day》
- 2012년 single 《사랑을 다시 한 번..》
- 2016년 single 《청춘아 고맙다》
- 2017년 single 《어느 날 문득》
- 2018년 single 《업고! 업고!》

### 비정규 음반
- 1974년 제1회 한국가요제 기념음반 《종소리》
- 1979년 애니메이션 음반 《별나라 삼총사 / 우주 열차》 (with KBS 합창단)
- 1979년 컴필레이션 음반 《정의의 슈퍼맨 / 갑자기 불꽃처럼》
- 1979년 컴필레이션 음반 《Y.M.C.A 노래》
- 1983년 컴필레이션 음반 《구로 아가씨》
- 1984년 리메이크 음반 《내노래 들어봐요 / 가고픈 나라》
- 1986년 영화 "이장호의 외인구단" OST 《난 너에게》
- 1987년 골든앨범 《나를 잊지 마세요 / 멋쟁이 그사람》

## 방송
- 1984년 MBC 《아름다운 우리나라》
- 1985년 MBC 《노래하는 중계차》
- 1986년 MBC 《쇼 내고향 큰잔치》
- 1986년 MBC 《내마음의 노래》
- 1986년 MBC 《그리운 노래 그리운 사람》
- 1986년 KBS1 《100인의 스타쇼》
- 1986년 MBC 《토요일! 토요일은 즐거워》
- 1987년 KBS2 《스타 데이트》
- 1988년 KBS2 《노래실은 크리스마스 카드》
- 1997년 KBS1 《아침마당》
- 1997년 MBC 《쇼! 이밤을즐겁게》
- 1999년 SBS 《김혜수 플러스 유》
- 2001년, 2003년, 2004년 KBS1 《가족오락관》
- 2015년 MBC 《미스터리 음악쇼 복면가왕》 - 하루 세번 치카치카
- 2015년 SBS  《불타는 청춘》
- 2020년 TV조선 《사랑의 콜센타》

## 수상 경력
- 1974년 제1회 한국 가요제 《인기상》 (종소리)
- 1974년 제1회 한국 가요제 《금상》 (종소리)
- 1983년 MBC 10대 가수 가요제 《여자 신인 가수상》- (아! 대한민국)[5]
- 1983년 KBS 가요대상 《여자 신인 가수상》 (아! 대한민국)[6]
- 1984년 KBS 가사대상 (풀잎 이슬)[7]
- 1984년 MBC 10대 가수 가요제 《10대 가수상》[8]
- 1985년 제1회 아시아 방송 연맹 ABU 가요제 《대상》 (아름다운 세상)[9]
- 1985년 MBC 10대 가수 가요제 《10대 가수상》[10]
- 1985년 KBS 가요대상 《최우수 여자가수상》 (도시의 거리)[11]
- 1986년 가배상 《본상》[12]
- 1986년 MBC 10대 가수 가요제 《10대 가수상》[13]
- 1986년 KBS 가요대상 《최우수 여자가수상》 (난 너에게)[14]
- 1987년 KBS 가요대상 《올해의 가수상》[15]
- 1988년 KBS 가요대상 《올해의 가수상》[16]
- 1988년 MBC 10대 가수 가요제 《10대 가수상》[17]
- 1997년 문화체육부 장관《『선행 연예인』표창》[18]
- 2004년 KBS 가요대상《본상》[19]
- 2011년 제 2회 대한민국 대중문화예술상《국무총리 표창》[20]

### 가요 프로그램 1위
| 연도            | 수상 내역 (총 21회) |
| --------------- | --- |
| 1984년 (총 5회) | - 아! 대한민국 (총 5회) - 3월 18일 KBS 《가요톱텐》 1위 - 3월 25일 KBS 《가요톱텐》 1위 - 4월 1일 KBS 《가요톱텐》 1위 - 4월 8일 KBS 《가요톱텐》 1위 - 4월 15일 KBS 《가요톱텐》 1위 (5주 연속) (골든컵) |
| 1985년 (총 3회) | - 도시의 거리 (총 3회) - 5월 8일 KBS 《가요톱텐》 1위 - 5월 15일 KBS 《가요톱텐》 1위 - 5월 22일 KBS 《가요톱텐》 1위 (3주 연속) |
| 1986년 (총 5회) | - 난 너에게 (총 5회) - 11월 26일 KBS 《가요톱텐》 1위 - 12월 3일 KBS 《가요톱텐》 1위 - 12월 10일 KBS 《가요톱텐》 1위 - 12월 17일 KBS 《가요톱텐》 1위 - 12월 31일 KBS 《가요톱텐》 1위 (5주 연속) (골든컵) |
| 1988년 (총 8회) | - 환희 (총 8회) - 8월 10일 KBS 《가요톱텐》 1위 - 8월 17일 KBS 《가요톱텐》 1위 (2주 연속) - 8월 31일 KBS 《가요톱텐》 1위 (통산 3주) - 9월 7일 KBS 《가요톱텐》 1위 - 9월 14일 KBS 《가요톱텐》 1위 - 9월 21일 KBS 《가요톱텐》 1위 (4주 연속, 통산 6주) - 10월 12일 KBS 《가요톱텐》 1위 - 10월 19일 KBS 《가요톱텐》 1위 (2주 연속, 통산 8주) |